# NGC 1346
NGC 1346 ist eine Spiralgalaxie vom Hubble-Typ Sb im Sternbild Eridanus am Südsternhimmel. Sie ist rund 180 Millionen Lichtjahre von der Milchstraße entfernt und hat einen Durchmesser von etwa 75.000 Lichtjahren. Das Objekt wird als Typ 1-Seyfertgalaxie beschrieben.

Gemeinsam mit PGC 13005 bildet NGC 1346 ein wechselwirkendes Paar.
Entdeckt wurde die Galaxie am 15. Dezember 1876 vom französischen Astronomen Édouard Stephan.